# Haasichthys michelsi
Haasichthys michelsi è un pesce osseo estinto, appartenente ai pachicormiformi. Visse nel Giurassico inferiore (Toarciano, circa 184 milioni di anni fa) e i suoi resti fossili sono stati ritrovati in Lussemburgo.

## Descrizione
Questo pesce possedeva un corpo allungato e snello, soprattutto se rapportato con quello di altri pachicormiformi. Haasichthys poteva raggiungere i 30 centimetri di lunghezza. Era dotato di una pinna dorsale triangolare e molto arretrata, opposta obliquamente a una pinna anale di forma e dimensioni simili. L'osso mascellare era sottile e dritto, con i denti principali conici e alti, e una fila di denti marginali più piccoli. L'opercolo era trapezoidale e allungato. Le scaglie erano piccole e sottili. 

## Classificazione
Haasichthys è un rappresentante piuttosto atipico dei pachicormiformi, un gruppo di pesci ossei considerati solitamente alla base dei teleostei e solitamente comprendenti forme dal corpo relativamente compatto. Haasichthys venne descritto per la prima volta nel 1999, sulla base di un esemplare rinvenuto nella zona di Dudelange - Bettembourg in Lussemburgo.